# Cecilia Magni
Cecilia Magni Camino (24 de febrero de 1956-Los Queñes, 28 de octubre de 1988), conocida también por su pseudónimo Comandante Tamara, fue una socióloga, revolucionaria y activista chilena que ejerció como una de las máximas líderes del Frente Patriótico Manuel Rodríguez (FPMR), organización guerrillera nacida al alero del Partido Comunista en la década de los 80 para luchar en contra la dictadura encabezado por Augusto Pinochet Ugarte.

## Biografía
Nació en Chile en un hogar de clase alta y realizó su educación básica y media en exclusivos colegios de Santiago, entre ellos el Grange School.
Ya graduada, a comienzos de los años 1980, y cuando estudiaba sociología en la Universidad de Chile, comenzó a identificarse con la lucha de los opositores a la dictadura militar de Augusto Pinochet, formando parte de numerosas manifestaciones estudiantiles. En esa etapa de su vida decidió integrarse a las filas de las Juventudes Comunistas de Chile (JJ.CC.) y luego ser parte del FPMR con la convicción de que "la lucha es la única forma realista y válida de cambiar el rumbo del país". A poco de integrarse, un compañero frentista decidió bautizarla como "Tamara", en recuerdo a la revolucionaria argentina Tamara Bunke.
Desde entonces su vida comenzó a transcurrir entre la legalidad y la clandestinidad. Con el correr del tiempo y pese a su juventud, “Tamara” logró un vertiginoso ascenso al interior de la estructura frentista, destacando como la única mujer que llegó a ocupar puestos de mando en la cerrada cúpula del FPMR y más aún a ostentar el grado de “comandante”.
Su trabajo se centró entre Santiago de Chile y Rancagua, ciudades donde la “comandante Tamara” se dedicó a reclutar nuevos militantes para la organización y a su vez a brindar apoyo logístico a los incipientes grupos de combate creados en esas zonas.
Con toda esta experiencia la “comandante Tamara” recibió a mediados de 1986 la responsabilidad de comandar una de las acciones más arriesgadas que hasta entonces emprendía el FPMR: el fallido atentado contra Augusto Pinochet, también conocida como la Operación Siglo XX. En esta misión “Tamara” actuó como brazo derecho de José Joaquín Valenzuela Levi, el “comandante Ernesto”, máximo jefe del atentado. Su trabajo fue proporcionar la base operativa y los vehículos que se ocuparían en la acción.[cita requerida] Junto a otro frentista, César Bunster, arrendó una casa y tres vehículos, además de coordinar el traslado del armamento que se utilizaría en la emboscada.[cita requerida]
Pese a ello, el FPMR determinó a última hora que no participaría directamente como fusilera en la operación, ante la alta probabilidad de que los combatientes no salieran de allí con vida; su experiencia en las tareas logísticas posteriores era indispensable.
Tras el ataque solo se volvió a saber de ella en 1988, en el inicio de la fracasada Guerra Patriótica Nacional. En octubre de ese año la "comandante Tamara" encabezó junto a su pareja y principal comandante del FPMR, Raúl Pellegrin Friedmann, la toma Cuartel del poblado de Los Queñes en la VII Región del Maule. Durante la toma asaltaron el retén de Carabineros de Los Queñes, en donde se suponía que habría tres Carabineros, pero solo dos de ellos se encontraban ahí en ese entonces. El otro supuestamente se quedó dormido. En el asalto al reten de Los Queñes fue asesinado el cabo Juvenal Vargas y otro carabinero quedó herido. Además fueron robados los armamentos y el radiotransmisor de la posta, fueron cortados los cables telefónicos del poblado y se cambió la bandera del retén por la del grupo.
En días posteriores a la operación, parte importante del grupo fue capturado por Carabineros que peinaban la zona. El Frente no supo de Luis Eduardo Arriagada Toro (alias "Bigote") hasta que después de unas semanas. Se dieron cuenta de que era el delator de la emboscada en el Río Teno, ya que no estaba en la lista de muertos, ni en la junta secreta. El 28 de octubre de 1988, el cuerpo de Cecilia Magni fue encontrado flotando sin vida en las aguas del río Tinguiririca con evidentes señales de haber sido sometida junto a su pareja, Raúl Pellegrin a torturas. La investigación judicial sobre su muerte se prolongó sin éxito por muchos años, finalmente no pudiéndose atribuir las lesiones presentadas por los cuerpos a la acción de terceros, ratificando el fallo una muerte accidental. En 2013 la Corte de Apelaciones de Rancagua absolvió a los cuatro carabineros acusados de homicidio.

## Presencia en la ficción
La figura de Cecilia Magni también ha tenido apariciones en medios audiovisuales tanto del cine como de la televisión chilenos, siendo éstas el telefilme Amar y morir en Chile del año 2012 dirigido por Alex Bowen y protagonizada por Antonia Zegers en el rol de "Tamara", mientras que en la película del 2020 del cineasta chileno Juan Ignacio Sabatini, Matar a Pinochet la comandante rodriguista es interpretada por la actriz Daniela Ramírez. En 2024, es encarnada por la actriz Mariana di Girolamo en la serie de Prime Video Vencer o morir.